# Нуралиев, Абдалы Токбергенович
Абдалы Токбергенович Нуралиев (каз. Әбдәлі Тоқбергенұлы Нұралиев, род. 5 марта 1959 года, Казахская ССР) — казахстанский государственный деятель, депутат сената парламента Казахстана от Жамбылской области (2017—2023).

## Биография
Происходит из рода жаныс племени дулат
В 1981 году окончил Джамбулский технологический институт лёгкой и пищевой промышленности по специальности «инженер-механик».
1981—1982 гг. — мастер Жаксынского элеватора Тургайской области.
1982—1983 гг. — механик Жаксынского элеватора Тургайской области.
1987 г. — главный инженер Челгашинского элеватора Тургайской области.
1987—1988 гг. — директор Державинского элеватора Тургайской области.
1988 г. — директор Челгашинского элеватора Тургайской области.
1988—1989 гг. — главный инженер Краснознаменского элеватора Целиноградской области.
1989—1996 гг. — директор Бурненского хлебоприёмного предприятия Жуалынского района Жамбылской области.
1996—2001 гг. — президент Акционерного общества «Алтын дан».
2001—2003 гг. — заместитель акима Жуалынского района Жамбылской области.
2003—2007 гг. — аким Байзакского района Жамбылской области.
2007—2012 гг. — аким района Турара Рыскулова Жамбылской области.
Сентябрь 2012 г. — июнь 2015 г. — начальник управления сельского хозяйства Жамбылской области.
Июнь 2015 г. — июнь 2017 г. — заместитель акима Жамбылской области.
В июне 2017 года был избран на 6 лет депутатом сената парламента Республики Казахстан от Жамбылской области.

## Награды
- 2021 (2 декабря) — Орден «Парасат»;[4][5]
- Орден «Курмет»;
- Почётная грамота Совета Межпарламентской Ассамблеи государств — участников Содружества Независимых Государств (21 ноября 2019 года, Межпарламентская ассамблея СНГ) — за активное участие в деятельности Межпарламентской Ассамблеи и её органов, вклад в укрепление дружбы между народами государств — участников Содружества Независимых Государств.[6]